# 19853 Ichinomiya
19853 Ichinomiya este un asteroid din centura principală de asteroizi.

## Descriere
19853 Ichinomiya este un asteroid din centura principală de asteroizi. A fost descoperit pe 2 octombrie 2000 la Stația Anderson Mesa în cadrul programului LONEOS. Asteroidul prezintă o orbită caracterizată de o semiaxă mare de 3,21 ua, o excentricitate de 0,13 și o înclinație de 14,9° în raport cu ecliptica.